# مجلس قضاء سكيكدة
مجلس قضاء سكيكدة. أُنشئ مجلس قضاء سكيكدة بموجب الأمر 73-74 المؤرخ في 12 جويلية 1974 و الذي يتضمن إحداث مجالس قضائية.
النائب العام: شملال محمد، ورئيس المجلس: بوعزيز عبد الجليل.

## المقر وتقسيماته

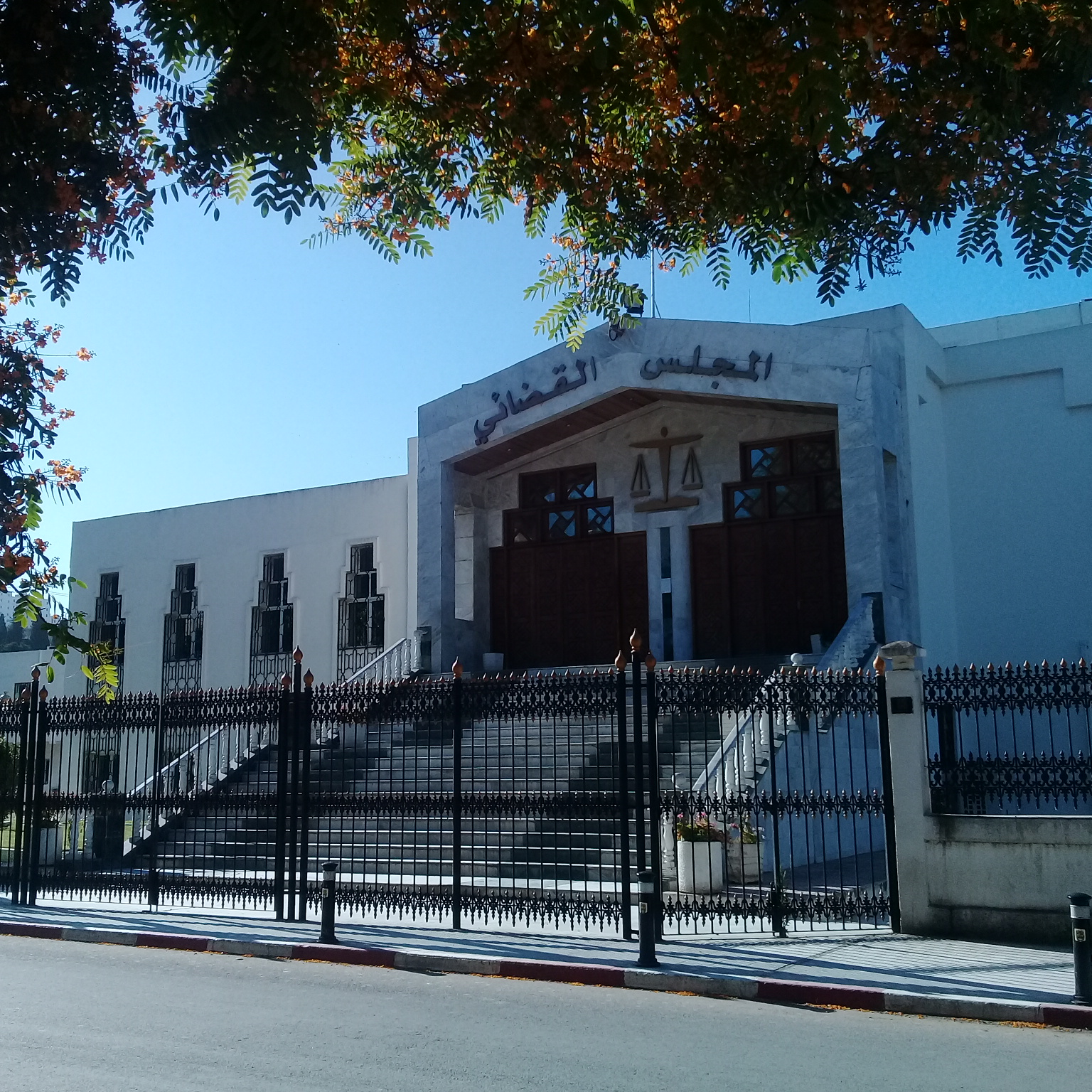
مدخل مجلس قضاء سكيكدة

- الطابق الأول

1. مصلحة الإعلام
2. قاعة الجلسات
3. مصلحة الإعلام الآلي
4. المجمع الهاتفي
5. الشباك الموحد
6. رقن القرارات الجزائية
7. قاعة المحامين
8. قاعة المدولات 2
9. قاعة الشهود
10. قاعة المدولات 3
11. قن المقرارات المدنية
12. لشباك موحد
13. بغرفة مدنية
14. غرفة شؤون الأسرة
15. الغرفة الاستعجالية
16. الغرفة التجارية
17. الغرفة البحرية
18. الغرفة العقارية
19. الغرفة الإجتماعية
20. أمانة المحامين

- الطابق الثاني

1. رئيس أمانة الضبط
2. أمانة رئاسة كتابة الضبط
3. غرفة الأحداث
4. الغرفة الجزائية 1
5. الغرفة الجزائية 2
6. الغرفة الجزائية 3
7. مصلحة الميزانية والمحاسبة
8. مصلحة الدفع
9. مصلحة الجدولة
10. لغرفة إدارية
11. مصلحة لطعون (تشكيلة)
12. مصلحة الاحصاء
13. مصلحة لسوابق القضائية
14. مصلحة الموظفين
15. مصلحة لمعارضات (تشكيل الملفات)
16. مصلحة تنفيذ العقوبات

- الطابق الثالث

1. رئيس غرفة
2. مستشار
3. قاضي تطبيق العقوبات
4. رئيس غرفة
5. رئيس غرفة
6. رئيس غرفة
7. رئيس غرفة
8. مستشار
9. مستشار
10. مستشار
11. رئيس غرفة
12. مستشار
13. مستشار
14. مستشار
15. رئيس غرفة
16. مستشار
17. مستشار

- الطابق الرابع

1. السيد النائب العام
2. أمانة النيابة العامة
3. النائب العام المساعد الأول
4. النائب العام المساعد الثاني
5. النائب العام المساعد الثالث
6. النائب العام المساعد الرابع
7. مكتب الأمين العام
8. أمانة الأمانة العامة
9. بريد النيابة العامة
10. قاعة الإنتظار
11. القاعة الشرفية

- الطابق الخامس

1. السيد رئيس المجلس
2. نائب رئيس المجلس
3. غرفة الاتهام
4. محكمة الجنايات
5. قاعة الاجتماعات
6. رئيس غرفة
7. رئيس غرفة
8. رئيس غرفة
9. مستشار
10. مستشار

## الشبابيك
1. شباك خاص بالمحامين

تسليم قرارات المحكمة العليا
- شباك

1. الإستئنافات المدنية
2. الطعون المدنية
3. تسليم النسخ التنفيذية
4. الإطلاع على القضايا
5. الصندوق
6. تسليم شهادات الوجود بالسجن
7. تسليم شهادات الوجود بالسجن إبان الثورة التحريرية

- شباك

1. شهادات عدم الاستئناف والمعارضة
2. إيداع الخبرات والعقود المختلفة
3. تسليم النسخ العادية
4. الإطلاع على القضايا

- شباك

1. تسجيل الطعون والمعارضات

- الإطلاع على القضايا
- شباك

1. تسليم رخص الإستقبال
2. ذوي الاحتياجات الخاصة